# Watertoren (Beverlo)
De watertoren aan de Driehoekstraat in het Belgische Beverlo werd in 1982 gebouwd. De toren is 52 meter hoog en bevat een waterreservoir van 3000 kubieke meter. Het is daarmee qua capaciteit de grootste watertoren van Limburg. Onder de kuip bevindt zich een panoramadek.
Beringen ·
Beverlo ·
Bilzen (Brugstraat) ·
Bilzen (Hasseltstraat) ·
Bocholt (Driemorgenstraat) ·
Bocholt (Grote Baan) ·
Borgloon ·
Bree ·
Diepenbeek ·
Genk (Boslaan) ·
Genk (Priesterhaagstraat) ·
Genk (Vogelkersstraat) ·
Groot-Gelmen ·
Hamont (Oude Watertorenstraat) ·
Hamont (Watertorenstraat) ·
Hasselt (Armand Hertzstraat) ·
Hasselt (Hoogveld) ·
Hasselt (Kempische Steenweg) ·
(Hasselt (Kuringersteenweg) ·
Hasselt (Sint-Truidersteenweg) ·
Hasselt (Willekensmolenstraat) ·
Hechtel ·
Helchteren ·
Herderen ·
Hoesselt ·
Houthalen ·
Kaulille ·
Koersel (Corceliusstraat) ·
Koersel (Koolmijnlaan) ·
Kuringen ·
Kwaadmechelen ·
Lanaken ·
Lommel (A. Philipsweg) ·
Lommel (Hoogstraat) ·
Lummen (Industrieweg) ·
Lummen (Sint-Ferdinandstraat) ·
Meeuwen ·
Paal ·
Peer ·
Rosmeer ·
Rutten ·
Tessenderlo ·
Tongeren (Overhaemlaan) ·
Tongeren (Watertorenstraat) ·
Veldwezelt ·
Vroenhoven ·
Zolder (Galgenbergstraat) ·
Zolder (Koolmijnlaan) ·
Zutendaal